# 소수의견
"소수의견"은 2015년에 개봉한 대한민국의 영화이다.
2009년 1월 용산 재개발 보상대책에 반발해온 철거민과 경찰이 대치하던 중 화재가 발생해 6명이 사망하고 24명이 부상당한 용산참사 사건을 모티브로 만들어진 영화이다.

## 캐스팅
- 윤계상 : 윤진원 역
- 유해진 : 장대석 역
- 김옥빈 : 공수경 역
- 이경영 : 박재호 역
- 김의성 : 홍재덕 역
- 권해효 : 참여재판판사 역
- 김형종 : 김수만 역
- 윤동환 : 차장검사 역
- 김종수 : 조구환 역
- 오연아 : 유인하 역
- 곽인준 : 박경철 의원 역
- 박규채 : 염 교수 역
- 안상우 : 문희성 역
- 엄태구 : 이승준 역
- 박주형 : 도림사장 역
- 윤미영 : 사회부 부장 역
- 김재록 : 국가배상 판사 역
- 조복래 : 조구환의 검사 역
- 박해수 : 조구환의 비서 역
- 김대령 : 광평 변호사 역
- 박충선 : 검사장 역
- 최수한 : 박신우 역
- 한철우 : 김수만 변호사 역
- 정찬성 : 수사관 역
- 추승욱 : 수사관 역
- 박민희 : 경찰청장 역
- 김정수 : 이광평 역
- 장영 : 박 계장 역
- 김은석 : 부장검사 역
- 김현영 : 사무국장 역
- 도승지 : 의사 역
- 홍인 : 미결수 역
- 김태준 : 미결수 역
- 장리우 : 이판수가족 역
- 윤지인 : 송비서 역
- 노영학 : 김희택 의경 역 (특별출연)
- 장광 : 김희택 부 역 (특별출연)
- 박철민 : 김준배 판사 역 (특별출연)